# Das Schloss
Das Schloss è un film del 1997 realizzato per la televisione austriaca diretto da Michael Haneke. Si tratta di un adattamento del romanzo Il castello di Franz Kafka.